# 481. pehotni polk (Wehrmacht)
Za druge 481. polke glejte 481. polk.
481. pehotni polk (izvirno nemško Infanterie-Regiment 481) je bil eden izmed pehotnih polkov v sestavi redne nemške kopenske vojske med drugo svetovno vojno.

## Zgodovina
Polk je bil ustanovljen 26. avgusta 1939 kot polk 4. vala iz nadomestnih bataljonov: 20. in 41. nadomestnega ter 85. rezervnega bataljona; polk je bil dodeljen 256. pehotni diviziji. 
15. novembra 1940 je bil III. bataljon izvzet iz sestave in dodeljen 687. pehotnemu polku.
15. oktobra 1942 je bil polk preimenovan v 481. grenadirski polk.